# Nemcia crenulata
Nemcia crenulata är en ärtväxtart som först beskrevs av Porphir Kiril Nicolai Stepanowitsch Turczaninow, och fick sitt nu gällande namn av Michael Douglas Crisp. Nemcia crenulata ingår i släktet Nemcia och familjen ärtväxter. Inga underarter finns listade i Catalogue of Life.